# Истоминская (Кировская область)
Истоминская — деревня в Верхнекамском районе Кировской области России. Входит в состав Рудничного городского поселения.

## География
Деревня находится на северо-востоке Кировской области, в центральной части Верхнекамского района, к северо-востоку от пгт Рудничный. Абсолютная высота — 143 метра над уровнем моря.
Расстояние до районного центра (города Кирс) — 35 км.

## Население
По данным Первой Ревизии (1722-1727 гг) в деревне насчитывалось 14 душ мужского пола.
По данным Второй Ревизии (1748 год) в деревне насчитывалось 15 душ мужского пола (государственные черносошные крестьяне)
В "Списке населенных мест Вятской губернии 1859-1873гг" указано 72 жителя (32 мужчины, 40 женщин), 10 дворов.
Согласно "Книге Вятских родов" В.А.Старостина в деревне Истоминской в 1891 году жило 57 жителей обоего пола (10 семей) Основные промыслы: возчик дров, подёнщик.
В "Списке населенных мест Вятской губернии по переписи 1926 года" указано 114 жителей (54 мужчины, 60 женщин), 21 хозяйство.
По данным всероссийской переписи 2010 года, численность населения деревни составляла 9 человек (мужчины — 5, женщины — 4)